# Muddaisfjärden
Muddaisfjärden är ett sund i Finland. Det ligger i Pargas i landskapet Egentliga Finland, i den sydvästra delen av landet, 149 km väster om huvudstaden Helsingfors.
Muddaisfjärden ligger mellan Kyrklandet i väster och Lielaxön och Smedsholm i öster. Sundet binder samman Björköfjärden i norr med Pito sund i söder.